# 小约瑟夫·P·肯尼迪
小约瑟夫·帕特里克·肯尼迪（英語：Joseph Patrick Kennedy Jr.，1915年7月25日—1944年8月12日），美国海軍飞行员，上尉，二戰軍官。
小约瑟夫是老约瑟夫·P·肯尼迪與罗丝·伊麗莎白·肯尼迪的長子，亦是美國第35任總統約翰·甘迺迪、前美國司法部長羅伯特·甘迺迪和前聯邦參議員愛德華·甘迺迪的哥哥，肯尼迪家族的第三代成员。
第二次世界大战中，他於1944年8月12日执行阿佛洛狄忒行动，駕駛由B-24轰炸机改装并加装无线电遥控驾驶设备和两个早期电视摄像头的BQ-8自杀飞机起飛，但其携带的9吨炸药還沒到跳傘地點便提前爆炸，使他在英国萨福克郡喪生，得年29歲。